# Tinodes physetes
Tinodes physetes är en nattsländeart som beskrevs av Malicky 1995. Tinodes physetes ingår i släktet Tinodes och familjen tunnelnattsländor. Inga underarter finns listade i Catalogue of Life.